# Lanxia
Lanxia (kinesiska: 岚下) är en socken i sydöstra Kina. Den ligger i Shunchang härad i staden Nanping i provinsen Fujian, omkring 160 kilometer nordväst om provinshuvudstaden Fuzhou. Antalet invånare är 14 921. Befolkningen består av 7 293 kvinnor och 7 628 män. Barn under 15 år utgör 14,0 %, vuxna 15-64 år 73 %, och äldre över 65 år 12,0 %.